# Primera División 2025/26
Het seizoen 2025/26 van de Primera División (door sponsorrechten LALIGA EA SPORTS genoemd) is het 95ste seizoen van de hoogste Spaanse voetbalcompetitie. Aan de competitie nemen twintig clubs deel. FC Barcelona is titelverdediger die voor de 28ste keer kampioen werd vorig seizoen.

## Gedegradeerd en gepromoveerd
In het seizoen 2024/25 degradeerden CD Leganés, UD Las Palmas en Real Valladolid rechtstreeks uit de Primera División. Zij worden in het seizoen 2025/26 vervangen door drie clubs uit de Segunda División: Levante UD en Elche CF, die als respectievelijk eerste en tweede rechtstreeks promoveerden, en Real Oviedo, dat promotie afdwong via de play-offs.

## Clubs en locaties
De volgende teams namen deel aan de Primera División tijdens het seizoen 2025/26.
| Club             | Stad                  | Stadion                        | Capaciteit |
| ---------------- | --------------------- | ------------------------------ | ---------- |
| Deportivo Alavés | Vitoria-Gasteiz       | Mendizorrotza                  | 19.840     |
| Athletic Bilbao  | Bilbao                | San Mamés                      | 53.332     |
| Atlético Madrid  | Madrid                | Wanda Metropolitano            | 67.703     |
| FC Barcelona     | Barcelona             | Camp Nou                       | 62.000*    |
| Celta de Vigo    | Vigo                  | Balaídos                       | 31.800     |
| Espanyol         | Cornellà de Llobregat | Stage Front Stadium            | 40.000     |
| Getafe CF        | Getafe                | Coliseum Alfonso Pérez         | 17.700     |
| Girona FC        | Girona                | Montilivi                      | 9.282      |
| Levante UD       | Valencia              | Estadi Ciutat de València      | 26.354     |
| Elche CF         | Elche                 | Estadio Manuel Martínez Valero | 31.388     |
| RCD Mallorca     | Palma                 | Iberostar Estadi               | 23.142     |
| CA Osasuna       | Pamplona              | Estadio El Sadar               | 20.000     |
| Rayo Vallecano   | Madrid                | Campo de Fútbol de Vallecas    | 14.708     |
| Real Betis       | Sevilla               | Benito Villamarín              | 60.720     |
| Real Madrid      | Madrid                | Santiago Bernabéu              | 81.044     |
| Real Oviedo      | Oviedo                | Estadio Carlos Tartiere        | 30.500     |
| Real Sociedad    | San Sebastián         | Anoeta                         | 38.800     |
| Sevilla FC       | Sevilla               | Ramón Sánchez Pizjuán          | 45.500     |
| Valencia CF      | Valencia              | Mestalla                       | 55.000     |
| Villarreal CF    | Villarreal            | El Madrigal                    | 23.890     |

* = Vanwege renovatie is de capaciteit beperkt.

## Uitslagen

### Rangschikking
| Pos | Team            | Wed | W | G | V | Ptn | DV | DT | +/− | Kwalificatie of degradatie        |
| --- | --------------- | --- | - | - | - | --- | -- | -- | --- | --------------------------------- |
| 1   | Barcelona       | 1   | 1 | 0 | 0 | 3   | 3  | 0  | +3  | Groepsfase UEFA Champions League  |
| 2   | Rayo Vallecano  | 1   | 1 | 0 | 0 | 3   | 3  | 1  | +2  | Groepsfase UEFA Champions League  |
| 3   | Getafe          | 1   | 1 | 0 | 0 | 3   | 2  | 0  | +2  | Groepsfase UEFA Champions League  |
| 4   | Villarreal      | 1   | 1 | 0 | 0 | 3   | 2  | 0  | +2  | Groepsfase UEFA Champions League  |
| 5   | Athletic Bilbao | 1   | 1 | 0 | 0 | 3   | 3  | 2  | +1  | Groepsfase UEFA Europa League     |
| 6   | Alavés          | 1   | 1 | 0 | 0 | 3   | 2  | 1  | +1  | Groepsfase UEFA Conference League |
| 7   | Espanyol        | 1   | 1 | 0 | 0 | 3   | 2  | 1  | +1  |                                   |
| 8   | Real Sociedad   | 1   | 0 | 1 | 0 | 1   | 1  | 1  | 0   |                                   |
| 9   | Valencia        | 1   | 0 | 1 | 0 | 1   | 1  | 1  | 0   |                                   |
| 10  | Elche           | 0   | 0 | 0 | 0 | 0   | 0  | 0  | 0   |                                   |
| 11  | Osasuna         | 0   | 0 | 0 | 0 | 0   | 0  | 0  | 0   |                                   |
| 12  | Real Betis      | 0   | 0 | 0 | 0 | 0   | 0  | 0  | 0   |                                   |
| 13  | Real Madrid     | 0   | 0 | 0 | 0 | 0   | 0  | 0  | 0   |                                   |
| 14  | Sevilla         | 1   | 0 | 0 | 1 | 0   | 2  | 3  | −1  |                                   |
| 15  | Levante         | 1   | 0 | 0 | 1 | 0   | 1  | 2  | −1  |                                   |
| 16  | Atlético Madrid | 1   | 0 | 0 | 1 | 0   | 1  | 2  | −1  |                                   |
| 17  | Girona          | 1   | 0 | 0 | 1 | 0   | 1  | 3  | −2  |                                   |
| 18  | Celta Vigo      | 1   | 0 | 0 | 1 | 0   | 0  | 2  | −2  | Degradatie naar Segunda División  |
| 19  | Oviedo          | 1   | 0 | 0 | 1 | 0   | 0  | 2  | −2  | Degradatie naar Segunda División  |
| 20  | Mallorca        | 1   | 0 | 0 | 1 | 0   | 0  | 3  | −3  | Degradatie naar Segunda División  |

1. ↑  Ook de winnaar van de Copa del Rey 2025/26 plaatst zich voor de groepsfase van de Europa League.

## Wedstrijden
| Thuis \ Uit     | ALA | ATH | ATM | BAR | CEL | ELC | ESP | GET | GIR | LEV | MLL | OSA | OVI | RAY | BET | RMA | RSO | SEV | VAL | VIL |
| --------------- | --- | --- | --- | --- | --- | --- | --- | --- | --- | --- | --- | --- | --- | --- | --- | --- | --- | --- | --- | --- |
| Alavés          | —   |     |     |     |     |     |     |     |     | 2–1 |     |     |     |     |     |     |     |     |     |     |
| Athletic Bilbao |     | —   |     |     |     |     |     |     |     |     |     |     |     |     |     |     |     | 3–2 |     |     |
| Atlético Madrid |     |     | —   |     |     |     |     |     |     |     |     |     |     |     |     |     |     |     |     |     |
| Barcelona       |     |     |     | —   |     |     |     |     |     |     |     |     |     |     |     |     |     |     |     |     |
| Celta Vigo      |     |     |     |     | —   |     |     | 0–2 |     |     |     |     |     |     |     |     |     |     |     |     |
| Elche           |     |     |     |     |     | —   |     |     |     |     |     |     |     |     |     |     |     |     |     |     |
| Espanyol        |     |     | 2–1 |     |     |     | —   |     |     |     |     |     |     |     |     |     |     |     |     |     |
| Getafe          |     |     |     |     |     |     |     | —   |     |     |     |     |     |     |     |     |     |     |     |     |
| Girona          |     |     |     |     |     |     |     |     | —   |     |     |     |     | 1–3 |     |     |     |     |     |     |
| Levante         |     |     |     |     |     |     |     |     |     | —   |     |     |     |     |     |     |     |     |     |     |
| Mallorca        |     |     |     | 0–3 |     |     |     |     |     |     | —   |     |     |     |     |     |     |     |     |     |
| Osasuna         |     |     |     |     |     |     |     |     |     |     |     | —   |     |     |     |     |     |     |     |     |
| Oviedo          |     |     |     |     |     |     |     |     |     |     |     |     | —   |     |     |     |     |     |     |     |
| Rayo Vallecano  |     |     |     |     |     |     |     |     |     |     |     |     |     | —   |     |     |     |     |     |     |
| Real Betis      |     |     |     |     |     |     |     |     |     |     |     |     |     |     | —   |     |     |     |     |     |
| Real Madrid     |     |     |     |     |     |     |     |     |     |     |     |     |     |     |     | —   |     |     |     |     |
| Real Sociedad   |     |     |     |     |     |     |     |     |     |     |     |     |     |     |     |     | —   |     |     |     |
| Sevilla         |     |     |     |     |     |     |     |     |     |     |     |     |     |     |     |     |     | —   |     |     |
| Valencia        |     |     |     |     |     |     |     |     |     |     |     |     |     |     |     |     | 1–1 |     | —   |     |
| Villarreal      |     |     |     |     |     |     |     |     |     |     |     |     | 2–0 |     |     |     |     |     |     | —   |

Athletic Club ·
Atlético Madrid ·
CA Osasuna ·
Celta de Vigo ·
Deportivo Alavés ·
Elche CF ·
FC Barcelona ·
Getafe CF ·
Girona FC ·
Levante UD ·
Rayo Vallecano ·
RCD Espanyol ·
RCD Mallorca ·
Real Betis ·
Real Madrid ·
Real Oviedo ·
Real Sociedad ·
Sevilla FC ·
Valencia CF ·
Villarreal CF
1929 · 1929/30 · 1930/31 · 1931/32 · 1932/33 · 1933/34 · 1934/35 · 1935/36 · 1936/37 · 1937/38 · 1938/39 · 1939/40 · 1940/41 · 1941/42 · 1942/43 · 1943/44 · 1944/45 · 1945/46 · 1946/47 · 1947/48 · 1948/49 · 1949/50 · 1950/51 · 1951/52 · 1952/53 · 1953/54 · 1954/55 · 1955/56 · 1956/57 · 1957/58 · 1958/59 · 1959/60 · 1960/61 · 1961/62 · 1962/63 · 1963/64 · 1964/65 · 1965/66 · 1966/67 · 1967/68 · 1968/69 · 1969/70 · 1970/71 · 1971/72 · 1972/73 · 1973/74 · 1974/75 · 1975/76 · 1976/77 · 1977/78 · 1978/79 · 1979/80 · 1980/81 · 1981/82 · 1982/83 · 1983/84 · 1984/85 · 1985/86 · 1986/87 · 1987/88 · 1988/89 · 1989/90 · 1990/91 · 1991/92 · 1992/93 · 1993/94 · 1994/95 · 1995/96 · 1996/97 · 1997/98 · 1998/99 · 1999/00 · 2000/01 · 2001/02 · 2002/03 · 2003/04 · 2004/05 · 2005/06 · 2006/07 · 2007/08 · 2008/09 · 2009/10 · 2010/11 · 2011/12 · 2012/13 · 2013/14 · 2014/15 · 2015/16 · 2016/17 · 2017/18 · 2018/19 · 2019/20 · 2020/21 · 2021/22 · 2022/23 · 2023/24 · 2024/25 · 2025/26

Europa: Champions League · Cup Winners Cup · UEFA Cup · UEFA Super Cup